# О божественном предопределении
О божественном предопределении (лат. De divina praedestinatione) — написанный в начале 850-х годов трактат ирландского философа Иоанна Скота Эриугены. Трактат был создан в рамках дискуссии среди каролингских богословов о предопределении, по просьбе архиепископа Гинкмара Реймского для опровержения учения Готшалька из Орбе. Подход Эриугены не был принят церковью, и трактат был осуждён как еретический при жизни автора.

## Предыстория
После завершения полупелагианского спора в начале V века проблема предопределения на длительное время ушла из числа актуальных вопросов христианского богословия. В споре IX века центральное место заняли исследование божественных атрибутов в их связи с предопределением и вопросы чёткой связи деяний человека с будущей жизнью. Оппонентами учения Готшалька из Орбе о двойном предопределении выступили архиепископы Гинкмар Реймский и Рабан Мавр. Труды Готшалька целиком не сохранились, но можно утверждать, что его богословие основывалось на идее неизменного божественного суверенитета определять судьбу людей, ангелов и демонов. У Готшалька предопределение к погибели основывается на божественном предведении злых поступков и осуществляется до начала времён. Отправной точкой для рассуждений Готшалька стала фраза из «Сентенций» Исидора Севильского: «существует двоякое предопределение: избранных — к упокоению, дурных — к смерти» (лат. gemina est praedestinatio, sive electorum ed requiem, sive reproborum ad mortem). Слова апостола Павла в 1Тим. 2:4 («Который хочет, чтобы все люди спаслись и достигли познания истины»), согласно Готшальку, не следует понимать буквально, так как в противном случае они бы подразумевали божественное всемогущество в отношении осуждённых. Соответственно, Господь пролил свою кровь только за избранных. В своём письме к Гинкмару Рабан Мавр выразил обеспокоенность тем, что учении Готшалька разрывает прямую связь между делами человека и его участью, что было очевидным не только для него, но и для простых верующих, слышавших проповедь Готшалька. Опасения архиепископов вызывало слово gemina, которое — как отмечают современные исследователи, напрасно — толковалось ими как «двойное», а не «двойственное при сохранении единства». В 840-х годах воззрения Готшалька были осуждены двумя поместными соборами, его сочинения сожжены, а сам он до конца жизни находился в заточении. Спокойствие в церкви, тем не менее, не было восстановлено, и написанный Гинкмаром в 849 году трактат о предопределении не был поддержан виднейшими богословами того времени. На стороне монаха выступили Луп Серват и Пруденций Труасский. Проблема привлекла внимание короля Карла Лысого, и по совету епископа Пардула Лаонского Гинкмар обратился к одному из виднейших придворных богословов, Иоанну Скоту. Осенью 850 или весной 851 года тот представил опровержение взглядов Готшалька в сочинении De divina praedestinatione.

## Содержание трактата Эриугены
В своём опровержении Готшалька Эриугена использовал философский аппарат категорий Аристотеля. Отталкиваясь от трудов Августина, Эриугена обосновывает тезис о том, что предопределение является характеристикой Бога, а не чем-то относящимся к его творениям, и потому не может рассматриваться как механизм принуждения людей к тому или иному поведению. Бог прост, един и множественен лишь в аспектах его восприятия человеком. Он наделил людей свободной волей, над которой предопределение не может взять верх. С помощью благодати свободная воля склоняется к добру, поскольку предопределять Бог может только к чему-то что есть в нём самом. Грешники употребляют свою волю во зло, которое, будучи отсутствием блага, не субстанционально, то есть акцидентально. Соответственно, Бог не располагает знанием о нём и не предопределяет к нему. Таким образом, Эриугена разделяет два источника духовного развития, действующих совместно — однако Бог соучаствует только в добрых делах. В результате предопределение относится только к праведникам. Различие между предопределением и предвидением Эриугена предлагает понимать метафорически, принимая во внимание непознаваемость данных предметов. Подтверждение своим взглядам Эриугена обнаружил не только в текстах Нового Завета, но и у Августина, явно писавшего о предопределении к наказанию. Согласно ирландскому философу, в таких случаях мы имеем дело с антифразисом, то есть риторической фигурой, когда говорящий имеет в виду противоположное буквальному смыслу его слов.
Помимо предопределения, в своём трактате Эриугена затронул тему адских мук, интенсивность которых, по его мнению, зависит от душевного состояния того, кто их претерпевает. В огонь попадут и грешники и праведники, но если для эфирных тел первых он безвреден, то воздушные тела грешников будут пылать в его пламени. Систематически эсхатология Эриугены изложена в V книге его более позднего трактата О разделении природы.

## Критика
Толкование Эриугены не решило поставленной задачи, и уже осенью 851 года Пруденций составил ответный трактат, в котором обвинил его в ереси. Согласно епископу Труа, Иоанн Скот неоправданно связал предопределение с божественной субстанцией, тогда как его следует отнести к божественному домостроительству. Особое негодование Пруденция вызвали языческие источники философии Эриугены — Варрон и Марциан Капелла. Флор Лионский обрушился с критикой на Скота за его неразличение между предзнанием и предопределением. По мнению Флора, предопределение основано на предзнании и может существовать самостоятельно. В уме Бога предопределение едино, но в своих проявлениях двойственно. Также Флора разгневало утверждение Скота об отсутствии зла, называя такое его заблуждение более серьёзным, чем заблуждения Готшалька.
В 855 году ирландец вместе со своим трудом был осуждён на соборах в Валансе (январь 855) и в Лангре (май 859). Окончательно спор завершился принятием на соборе в Туси предложенной Гинкмаром формулы, согласно которой Бог желает спасти всех, кто будет спасён и был предопределён.

## Издания
- Иоанн Скот Эриугена. О божественном предопределении (главы IX и Х) // Знание за пределами науки / пер. Е. В. Антоновой. — М. : Республика, 1996. — С. 294—298. — ISBN 5-250-02588-9.